# Летње олимпијске игре 2024.
Летње олимпијске игре 2024. (фр. Jeux olympiques d'été de 2024), званично Игре XXXIII Олимпијаде (фр. Jeux de la XXXIIIe Olympiade), биле су олимпијске игре које су се одржале од 26. јула до 11. августа 2024. године у Паризу.
Након што је претходно био домаћин 1900. и 1924. године, Париз је постао тек други град који је три пута био домаћин летњих олимпијских игара, заједно са Лондоном (1908, 1948. и 2012). Олимпијске игре 2024. године такође обележавају стогодишњицу олимпијских игара из 1924. године. Француска је била домаћин игара по шести пут, рачунајући и летње и зимске олимпијске игре.  
Осим у Паризу и његовим предграђима, одређена спортска такмичења су била одржана и на другим местима. Такмичења у рукомету су одржана у Лилу, једрење се одржало у Марсељу, сурфовање на Тахитију у Француској Полинезији, док се фудбалски турнир играо широм Француске. На Играма у Паризу су први пут одржана такмичења у брејкденсу.

## Избор домаћина
Шест градова кандидата били су Париз, Хамбург, Бостон, Будимпешта, Рим и Лос Анђелес. Дана 27. јула 2015, Бостон је одлучио да повуче кандидатуру Бостона за домаћина Игара, делом због помешаних осећања у граду Бостону. Хамбург је повукао своју понуду 29. новембра 2015. након одржавања референдума. Рим се повукао 21. септембра 2016, наводећи као разлог финансијске проблеме. Будимпешта се повукла 22. фебруара 2017, након што је 260.000 људи потписало петицију против кандидатуре.
Након ових повлачења, Извршни одбор МОК-а састао се 9. јуна 2017. у Лозани, да би разговарао о избору домаћина за 2024 и 2028. годину. Међународни олимпијски комитет је званично предложио да се истовремено 2017. године изаберу градови домаћини Олимпијаде 2024. и 2028. године. Предлог је на ванредном заседању МОК-а одбрен 11. јула 2017. године у Лозани.
На 131. заседању МОК-а у Лими, 13. септембра 2017. одлучено је да домаћин Летњих олимпијских игара 2024. буде Париз, а Летњих олимпијских игара 2028. Лос Анђелес.
| Град        | Држава    | Гласови             |
| ----------- | --------- | ------------------- |
| Париз       | Француска | Изабран за домаћина |
| Лос Анђелес | САД       | Домаћин ЛОИ 2028.   |
| Хамбург     | Немачка   | Повукли се          |
| Рим         | Италија   | Повукли се          |
| Будимпешта  | Мађарска  | Повукли се          |

## Место одржавања
Већина олимпијских догађаја одржаће се у граду Паризу и његовом ширем подручју, укључујући суседне градове Сен Дени, Бурже, Нантер, Версај и Вер-сур-Марн.
Кошаркашке прелиминарне утакмице и рукометно финале одржаће се у Лилу, који је удаљен 225 км од града домаћина, једрење и неке фудбалске утакмице одржаће се у медитеранском граду Марсеју, који је од града домаћина удаљен 777 км, а сурфовање одржати у селу Теахупо на прекоморској територији Француске Полинезије, које је 15.716 км од Париза. Фудбал ће се одржавати у још пет градова, а то су: Бордо, Десен Шарпје, Нант, Ница и Сент Етјен.

## Спортови
Програм Летњих олимпијских игара 2024. садржаће 329 догађаја у 32 спорта, укључујући 28 „основних“ олимпијских спортова који су били на програму 2016. и 2020. године, и четири необавезна спорта које је предложио Организациони комитет Париза. Брејкденс ће дебитовати на Олимпијским играма, док ће се скејтборд, спортско пењање и сурфовање вратити.
| - Атлетика (48) (детаљи) - Бадминтон (5) (детаљи) - Бициклизам (22) (детаљи) - Бокс (13) (детаљи) - Брејкденс (13) (детаљи) - Ватерполо (2) (детаљи) - Веслање (14) (детаљи) - Гимнастика (18) (детаљи) - Голф (18) (детаљи) - Дизање тегова (10) (детаљи) - Коњички спорт (6) (детаљи) - Једрење (10) (детаљи) |  | - Кајак и кану (16) (детаљи) - Кошарка (4) (детаљи) - Мачевање (12) (детаљи) - Модерни петобој (2) (детаљи) - Одбојка (4) (детаљи) - Пливање (37) (детаљи) - Рагби (2) (детаљи) - Рвање (18) (детаљи) - Рукомет (2) (детаљи) - Синхроно пливање (2) (детаљи) - Скејтборд (4) (детаљи) - Скокови у воду (8) (детаљи) |  | - Спортско пењање (4) (детаљи) - Стони тенис (5) (детаљи) - Стреличарство (5) (детаљи) - Стрељаштво (15) (детаљи) - Сурфовање (2) (детаљи) - Теквондо (8) (детаљи) - Тенис (5) (детаљи) - Триатлон (3) (детаљи) - Фудбал (2) (детаљи) - Хокеј на трави (2) (детаљи) - Џудо (15) (детаљи) |

## Табела медаља
На Летњим олимпијским играма 2024. у Паризу, медаље представљају кључне награде за спортске успехе. Освајање медаља је врхунац олимпијских амбиција, и свака медаља симболизује изузетност, труд и посвећеност спортиста.
Златне медаље су највредније награде и представљају највиши спортски успех на Олимпијади. Освајачи златних медаља су проглашени победницима у својим дисциплинама и добијају највеће признање за свој успех. Освајање златне медаље често подразумева изузетне способности, стратегију и издржљивост, што је чини врхунским постигнућем у свету спорта.
Сребрне медаље се додељују спортистима који су завршили на другом месту. Оне представљају велики успех и постигнуће, иако нису највише награђене, сребрне медаље су резултат изузетне конкурентности и високе перформансе. Спортисти који освајају сребрну медаљу показују изванредне способности и такмичарску спремност.
Бронзане медаље су награде за треће место и признају труд и вештину спортиста који су се борили за високо рангирање. Бронзана медаља представља важан успех, посебно у веома конкурентним дисциплинама, и награђује спортску вештину и упорност.
Медаље на Олимпијади не представљају само физички трофеј, већ и постигнуће на глобалном нивоу, признање за посебно висок ниво спорта, и увек су резултат дуготрајног рада, тренинга и личних жртви. Оне су симбол националног поноса и индивидуалне величине, а такође служе као инспирација и мотивација за будуће генерације спортиста.
Ова табела пружа јасан и свеобухватан преглед освојених медаља на Летњим олимпијским играма 2024. и омогућава упоређивање резултата између водећих олимпијских нација и осталих учесника.

## Земље учеснице
Након руске инвазије на Украјину, МОК је суспендовао Олимпијске комитете Русије и Белорусије због кршења олимпијског примирја. Руски и белоруски спортисти ће се уместо тога такмичити као „појединачни неутрални спортисти“ (АИН) без националне идентификације. Појединачне неутралне спортисте мора одобрити међународна федерација сваког спорта, а затим и панел МОК-а. Као појединачни спортисти, они се неће сматрати делегацијом током церемоније отварања или у табели медаља.

## Контроверзе
Церемонија отварања Олимпијских игара у Паризу 2024. изазвала је значајне контроверзе међу хришћанима и другима због перформанса, реконструисање слике Ле Фестин дес Диеук Јана ван Бијлерта, која приказује различите грчке богове који учествују на банкету на планини Олимп . Многи су представу доживјели као ругање Тајној вечери Леонарда да Винчија која приказује Исуса и његове апостоле.   
Критичари широм света, укључујући конзервативне политичаре и верске вође, осудили су тај чин као богохуљан и дубоко увредљив. Тврдили су да се тим приказом не поштује свети хришћански догађај и захтевали су извињење од организатора. Уметнички директор церемоније, Томас Џоли, изјавио је да није био инспирисан Тајном вечером .   Организатори су се извинили, истичући да је наступ требало да слави различитост и толеранцију заједнице, а не да се руга верским уверењима.  